# Johanna Kinkel
Johanna Kinkel (Bonn, 8 de julio de 1810 - Londres, 15 de noviembre de 1858), nacida Maria Johanna Mockel, fue una compositora, escritora, pedagoga y revolucionaria alemana.

## Trayectoria
Kinkel nació en Bonn de padres católicos Marianna y Peter Joseph Mockel, un maestro de escuela en el Bonner Lycée. Compuso su primera obra musical, Die Vogelkantate (Cantata de los pájaros) op. 1, en 1829 para su sociedad musical en Bonn y la obra fue publicada en 1838 por Trautwein. Pasó algunos años viviendo y componiendo en Berlín, donde asistió a salones y entabló amistad con mujeres como Bettina von Arnim y Fanny Mendelssohn. Durante toda su vida fue compositora, escritora y pedagoga musical.
En 1832, Johanna Mockel se casó con Johann Paul Matthieux, librero y músico de 29 años. Matthieux prohibió a su esposa cualquier actividad que fuera más allá de sus obligaciones domésticas y la sometió a una tiranía que la llevó a sus límites psicológicos.
En 1840, se divorció de Matthieux.
Su segundo matrimonio, en 1843, fue con el poeta alemán Gottfried Kinkel, con quien tuvo cuatro hijos. Tras la revolución alemana de 1848-1849, se vio obligada a abandonar Alemania y huir a Londres. Fue encontrada muerta en su jardín en 1858 por una caída; aunque se sospechaba suicidio, no había forma de verificarlo. Su lápida estaba inscrita Freiheit, Liebe und Dichtung (que significa Libertad, amor y poesía ).
Kinkel fue una autora de considerable mérito. Escribió sobre temas musicales, incluidos artículos de revisión regulares de eventos musicales para Bonner Zeitung, un periódico que ella y su esposo editaron en cooperación con Carl Schurz. Una novela autobiográfica suya, Hans Ibeles en Londres, se publicó póstumamente en 1860. También tuvo una producción sustancial de composiciones musicales. Muchas de estas composiciones fueron escritas para el Maikäferbund (Grupo Maikäfer; el Maikäfer es el escarabajo Melolontha melolontha que emerge del suelo en mayo), un grupo de poetas que ella dirigió y Gottfried también ayudó a dirigir. Este grupo fue fundado en 1840 y duró hasta la revolución de 1848. Tenía un festival anual. También escribió música para sus hijos que fue publicada.
En 1853, la compositora alemana Elise Schmezer estrenó su ópera Otto der Schütz, basada en obras anteriores de Alexandre Dumas y Johanna Kinkel.

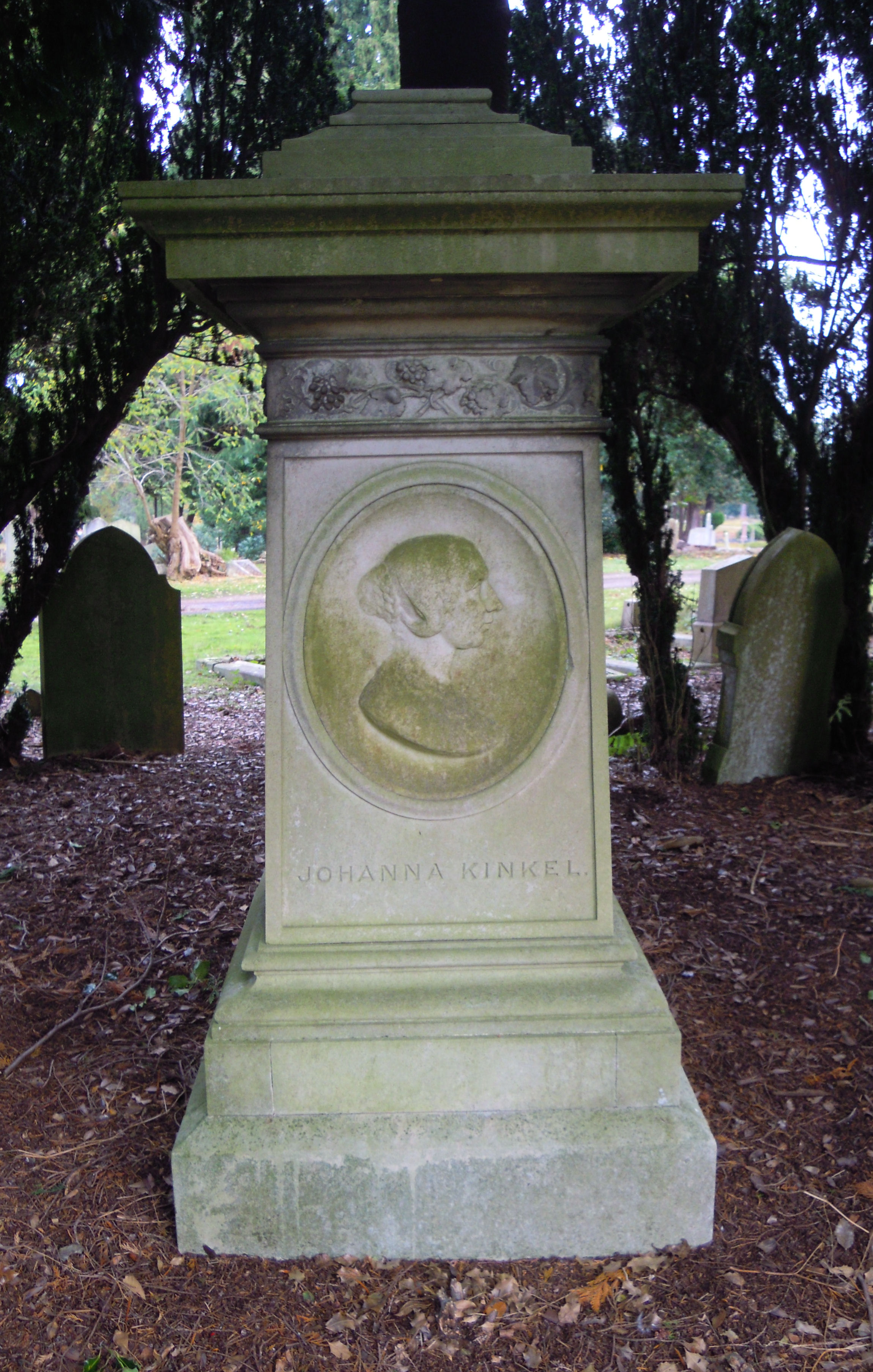
La tumba de Kinkel en el cementerio de Brookwood

Murió el 15 de noviembre de 1858 en Londres y está enterrada en el cementerio de Brookwood con sus hijas Marie Kinkel (enero-febrero de 1861) y Johanna Kinkel (1845-1863).